# Sommet Italie-Afrique
 (août 2024).
Le Sommet Italie-Afrique est une conférence internationale entre l'Italie et les pays africains.  En janvier 2024, au premier sommet Italie-Afrique tenu à Rome,  50 délégations africaines participent à des discussions centrées sur le “Plan Mattei pour l’Afrique”, un programme du secteur de l’énergie. À cet effet, la première ministre italienne,  Giorgia Meloni annonce une dotation initiale de 5,5 milliards d’euros pour soutenir divers projets en Afrique. 

## Historique
Dans les années 1950, le plan Mattei, du nom d'Enrico Mattei,  préconise un rapport de coopération énergétique avec les pays africains par une aide au développement de leurs ressources naturelles,. En octobre 2022, la première ministre Giorgia Meloni évoque ce plan et déclare que « l’Italie peut servir de conduit d’énergie (hub énergétique) entre la Méditerranée et l’Europe grâce à sa situation géographique, ses infrastructures, son esprit de coopération et le soutien de ses entreprises ».

## Les différents sommets

### 1ersommet Italie-Afrique
Du 28 au 29 janvier 2024, le premier sommet Italie-Afrique réunit  une vingtaine de chefs d'État et de gouvernement africains, des institutions internationales dont l'Union Européenne avec Ursula von der Leyen et le Fonds monétaire international avec Kristalina Georgieva sous la direction du conseil italien. Selon la présidente du Conseil italien, le plan Mattei mis en exergue au sommet prévoit « environ 3 milliards du fonds italien pour le climat et 2,5 milliards du fonds de coopération au développement » pour une durée de quatre ans.     

## Liste des pays africains présents au sommet
Près de 23 chefs d'État et de gouvernement africains ont participé, parmi lesquels: 